# Уинебаго (окръг, Айова)
Окръг Уинебаго (на английски: Winnebago County) е окръг в щата Айова, Съединени американски щати. Площта му е 1041 km², а населението - 11 273 души (2000). Административен център е град Форест Сити.